# Гравіс (діакритичний знак)
Гравіс (`) — діакритичний знак, що відображається як знак зворотного (слабкого, могильного) наголосу. Приблизно збігається формою з друкарським клавіатурним знаком зворотного апострофа. Використовується в багатьох письменних мовах. Використовується в французькій, бретонській, каталонській, корсиканській, нідерландській, грецькій (до 1982), італійській, македонській, норвезькій, португальській, в'єтнамській та валлійській мовах. Він не має єдиного значення, але може вказувати на висоту звуку, наголос або інші особливості.